# Eksjö
Eksjö (Nom traduit; Lac-aux-chênes) est une ville de Suède, chef-lieu de la commune d'Eksjö dans le comté de Jönköping.
Les origines d'Eksjö remonteraient au XIIIe siècle quand les lieux étaient occupés en tant que thing régional. En effet, ceux-ci se trouvaient à mi-chemin des villes de Jönköping, Växjö et Kalmar. Eksjö obtint ses privilèges de ville en 1403. En 1568, lors de la guerre nordique de Sept Ans, la ville fut totalement détruite par un incendie. La ville fut reconstruite 500 mètres plus loin, à son emplacement actuel.

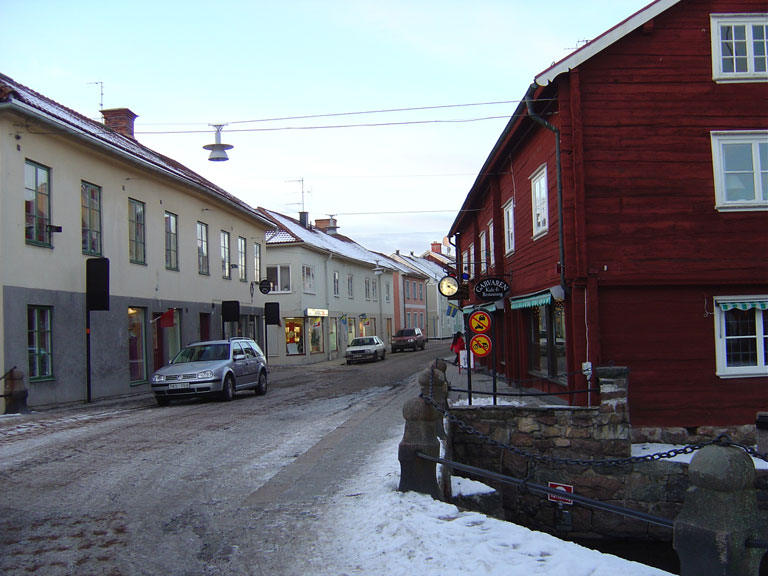
Partie septentrionale du Vieux Quartier.

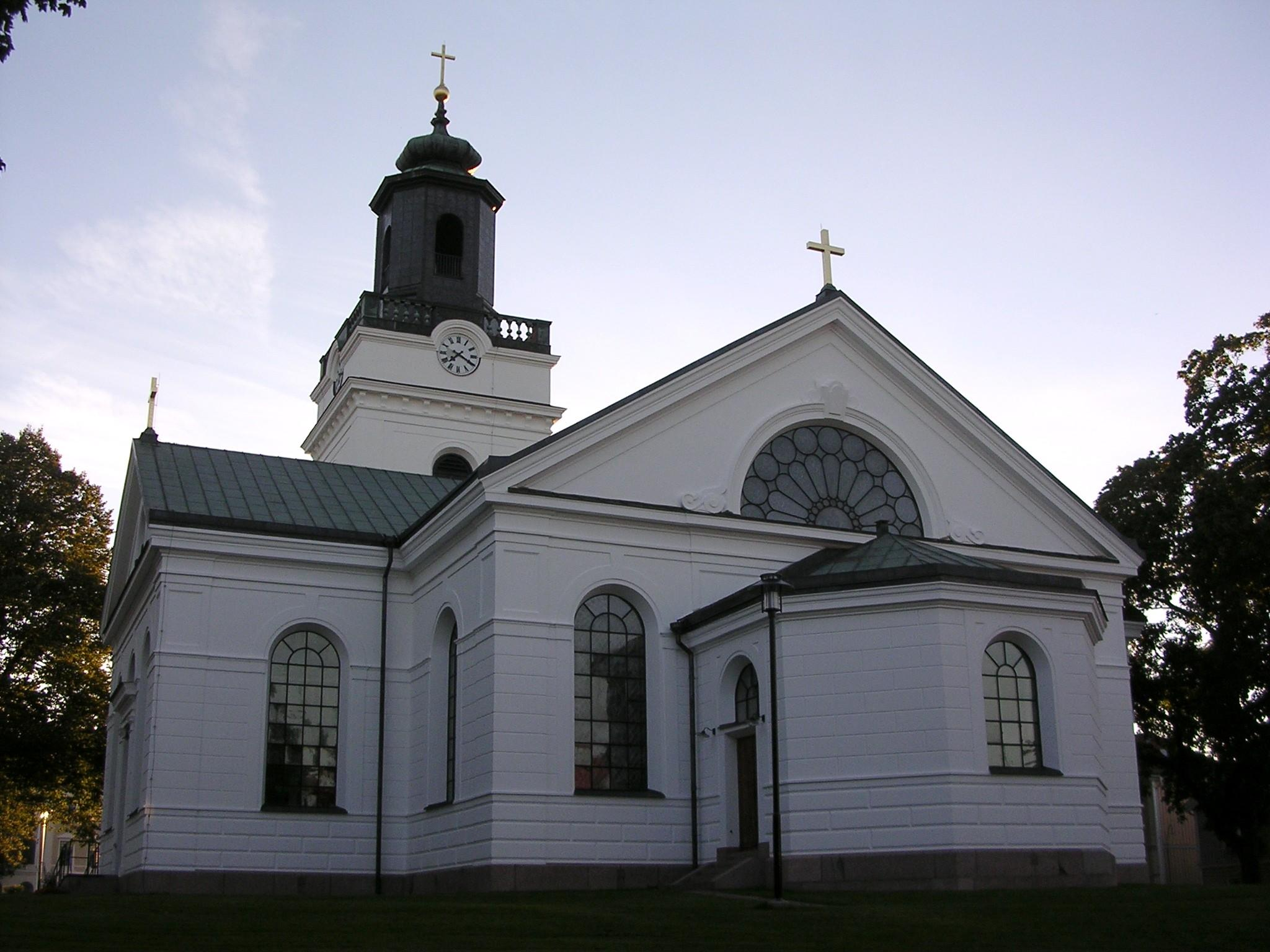
L'église d'Eksjö vue de Grande Place.